# Биритинга
Биритинга (порт. Biritinga) — муниципалитет в Бразилии, входит в штат Баия. Составная часть мезорегиона Северо-восток штата Баия. Входит в экономико-статистический микрорегион Серринья. Население составляет 15 146 человек на 2022 год. Занимает площадь 430,602 км². Плотность населения — 34,0 чел./км².

## Статистика
- Валовой внутренний продукт на 2003 год составляет 24 976 434,00 реалов (данные: Бразильский институт географии и статистики).
- Валовой внутренний продукт на душу населения на 2003 год составляет 1704,99 реалов (данные: Бразильский институт географии и статистики).
- Индекс развития человеческого потенциала на 2000 год составляет 0,596 (данные: Программа развития ООН).